# Three Wise Girls
Three Wise Girls is een film uit 1932 onder regie van William Beaudine.

## Verhaal
Cassie verhuist naar New York om samen met haar vriendin Gladys model te worden. Hier ontmoet ze een aantrekkelijke rijke man. Ze vallen allebei voor elkaar, maar de man is echter al getrouwd...

## Rolverdeling
| Acteur         | Personage     |
| -------------- | ------------- |
| Jean Harlow    | Cassie Barnes |
| Mae Clarke     | Gladys Kane   |
| Walter Byron   | Jerry Dexter  |
| Marie Prevost  | Dot           |
| Andy Devine    | Chauffeur     |
| Jameson Thomas | Phelps        |